# ناچایفسکی (آدیغیه)
ناچایفسکی (به لاتین: Nechayevsky) یک منطقهٔ مسکونی در روسیه است که در آدیغیه واقع شده‌است.